# Shūgetsu
 (septembre 2013).
Shūgetsu, de son vrai nom Tōkan, nom familier : Takashiro Gōnnokami, nom de pinceau : Shūgetsu, est un peintre et moine japonais du XVIe siècle, originaire de Kyoto, sa date de naissance et ses origines ne sont pas connues, mais il est mort vers 1510.

## Biographie
Shūgetsu est issu d'une famille de militaires Takaki de Satsuma, au sud de l'île de Kyūshū.

Il se fait moine zen, et devient élève de Sesshū qui, en 1490, lui offre un autoportrait, en signe de reconnaissance.

Six ans plus tard, en 1496, il fait un voyage en Chine et à Pékin, fait une peinture du célèbre Lac de l'Ouest.

D'après un texte cité dans le Koga-bikō, i réalise vraisemblablement huit paysages dans le style du peintre chinois Yuquian, selon la technique haboku (encre éclaboussée). Il passe la majeure partie de sa vie à Yamaguchi.